# Aloe boiteaui
Aloe boiteaui är en grästrädsväxtart som beskrevs av André Guillaumin. Aloe boiteaui ingår i släktet Aloe och familjen grästrädsväxter. Inga underarter finns listade i Catalogue of Life.

## Bilder

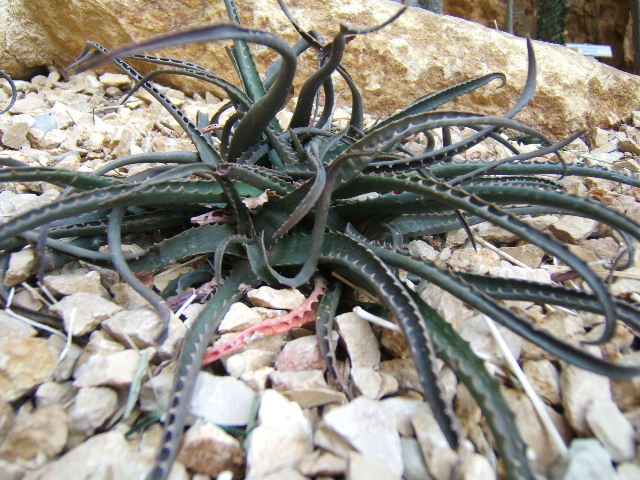
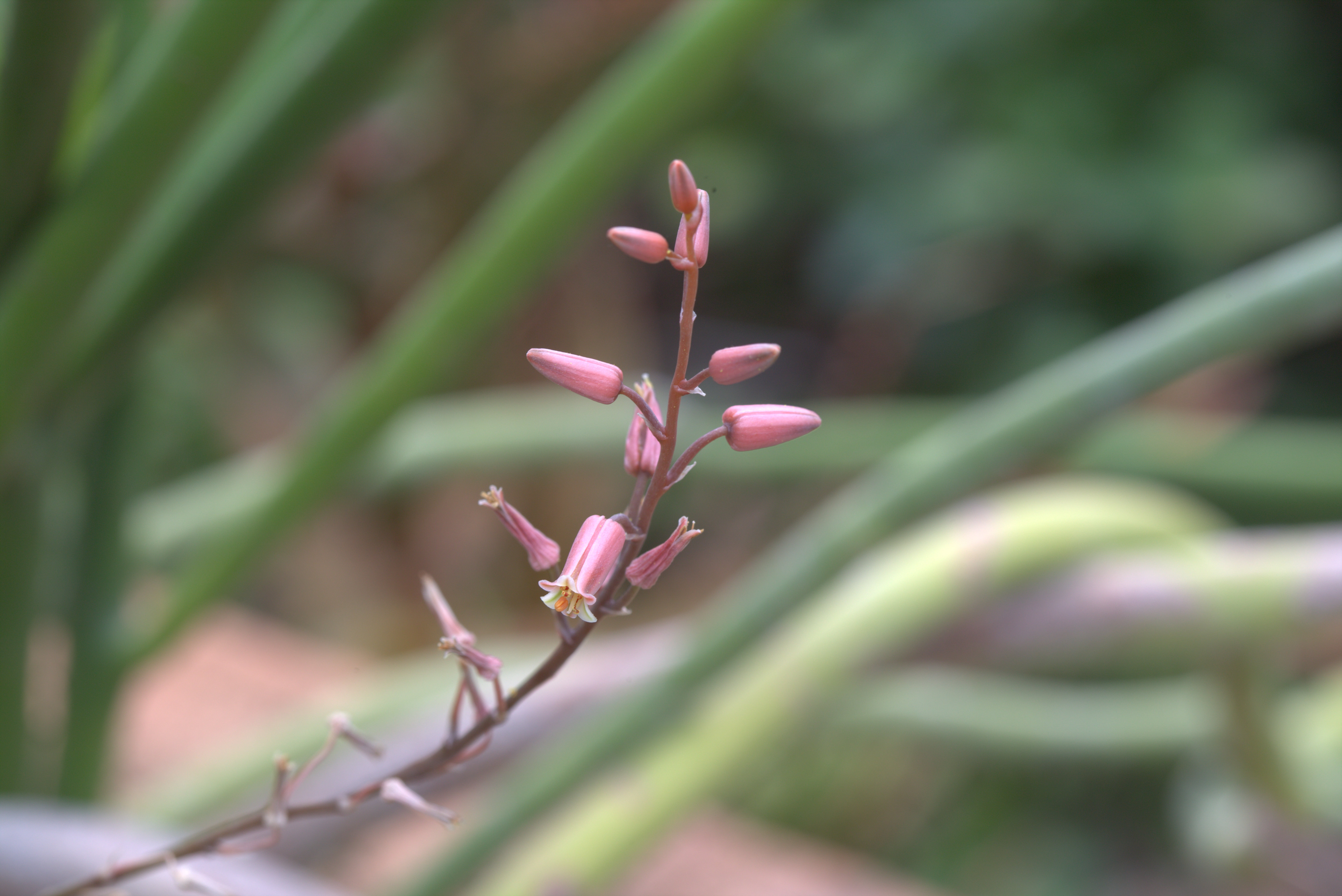